# Tim LaHaye
 Tim LaHaye   (27 aprilie 1926 în Detroit, Michigan - 25 iulie 2016 San Diego, California) a fost un preot, scriitor  american care a devenit cunoscut prin seria de romane "Left Behind" care tratează tema Apocalipsa lui Ioan.